# Joseph Straus
Joseph Straus (* 14. Dezember 1938 in Triest) ist ein Wissenschaftler auf dem Gebiet des Patentrechts.

## Biographie
Joseph Straus schloss seine Rechtsstudien an der Universität Ljubljana 1962 mit einem Diploma ab. 1968 promovierte er an der Ludwig-Maximilians-Universität in München. Straus war dann von 1968 bis 1977 als Rechtsanwalt und ab 1977 am Max-Planck-Institut für Geistiges Eigentum tätig. An der Universität Ljubljana habilitierte er 1986 und wurde dort zum Ordentlichen Professor für Recht des geistige Eigentums berufen. Von 1986 bis 1996 war er auch Gastprofessor an der Cornell Law School. Seit 1990 lehrte Straus in München europäisches und Deutschen Patentrecht.
Straus ist emeritierter Direktor des Max-Planck-Instituts für Geistiges Eigentum, Wettbewerbs- und Steuerrecht in München sowie Leiter des Munich Intellectual Property Law Center. Als Professor unterrichtet er an der Ludwig-Maximilians-Universität München und an der Universität Ljubljana sowie an der George Washington University, Washington, D.C. Er hält weltweit Vorträge und ist ein bei Regierungen und internationalen Organisationen ebenso wie bei NGOs und Unternehmen gefragter Gesprächspartner für alle Aspekte des Patentrechts. Er ist Mitglied der Europäischen Akademie der Wissenschaften und Künste und einer der Vizepräsidenten (Stand 2012). Er hat mehrere Ehrendoktorwürden und weitere Auszeichnungen erhalten. Er ist u. a. Herausgeber der Zeitschrift GRUR International und hat zahlreiche Publikationen vor allem zu Fragen des Patentrechts vorgelegt. Seit 2001 ist er ordentliches Mitglied der Academia Europaea.

## Ehrungen
- 2000: Wissenschaftspreis: Forschung zwischen Grundlagen und Anwendungen
- 2005: Großes Verdienstkreuz der Bundesrepublik Deutschland